# خرابة سنجي
خرابة سنجي هي قرية في مقاطعة أرومية، إيران. يقدر عدد سكانها بـ 561 نسمة بحسب إحصاء 2016.